# پست (اورگن)
پست (به انگلیسی: Post) یک منطقهٔ مسکونی در ایالات متحده آمریکا است که در اورگن واقع شده‌است. پست ۱٬۰۳۱٫۱۵ متر بالاتر از سطح دریا واقع شده‌است.